# Höstadonis
Höstadonis (Adonis annua), som också kallas gossen i det gröna, är en ettårig växt som tillhör familjen ranunkelväxter. Gossen i det gröna är omtyckt som rabattväxt för sin djupröda färg och kan bli 50 cm hög. Kronbladen är 5-8 till antalet och har en svart fläck vid basen. Den röda färgen i kronbladen kommer från förekomst av karotenoiden astaxantin. Foderbladen är kala och utåtriktade. Bladen är finflikiga, ljusgröna och har korta skaft. Den blommar sent på sommaren och en bit in på tidiga hösten när den odlas i Norden, men som vild vid Medelhavet från februari till juli. Liksom andra adonisarter är den giftig. Gossen i det gröna tillhör ett annat släkte än Jungfrun i det gröna (Nigella damascena), men samma familj. 
Höstadonis växer inte vilt i Norden men i andra delar av Europa.

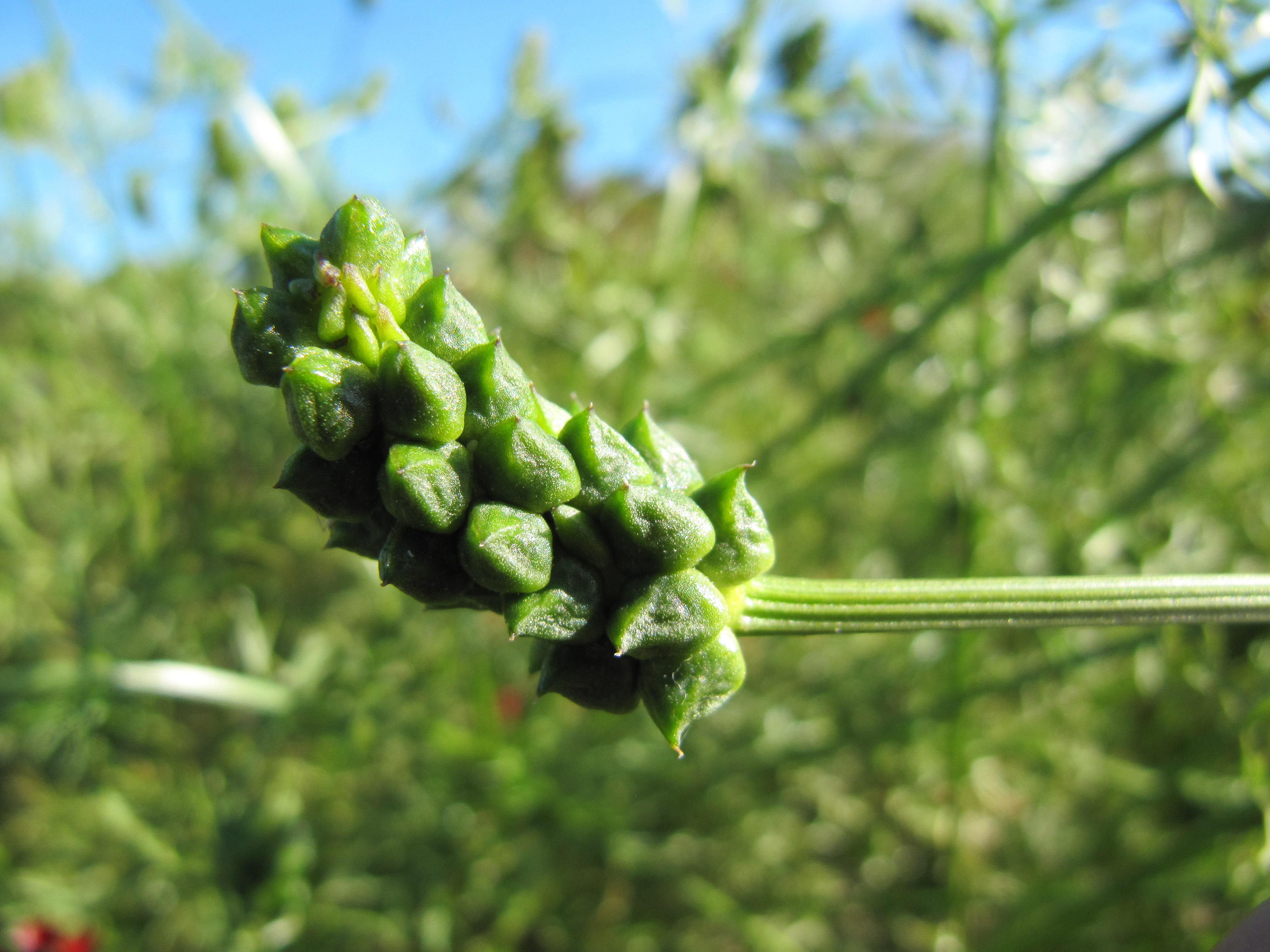
Höstadonis har fria (apokarpa) pistiller och fria frukter med korta spröt.

## Fotnoter
1. ↑  A. Seybold & T. W. Goodwin, Occurrence of Astaxanthin in the Flower Petals of Adonis annua L., Nature 184, 1714 - 1715 (28 November 1959) doi:10.1038/1841714a0
2. ↑  Wigander, Millan (1976). Farliga växter. Stockholm: Almqvist & Wiksell Förlag. ISBN 91-20-04445-3sid 37
3. ↑  Mediterranean Wild Flowers. Marjorie Blamey, Christopher Grey-Wilson. ISBN 0-00-219901-7